# 구상회
구상회(具象會)는 서양화가들의 모임으로 1967년 9월에 창립되었다. '추상이 구상보다 미술사조에서 한층 첨단을 걷고 있다는 등의 그릇된 인식을 없애기 위해서'라는 취지에서 결성된 모임으로 회기(會期)를 거듭함에 따라 어느 정도 이념의 확립을 보았다. 미술단체 중 가장 향토색이 짙은 모임으로 평가되고 있다. 1971년 제7회전을 가졌고, 1979년 국립현대미술관에서 창립 10주년 구상전을 열었다. 창립회원은 박항섭, 안영일, 이봉상, 박창돈, 박성환, 박석호, 송경, 최영림, 김영덕, 박영성, 박고석, 강우문, 정규, 김희제, 정준용, 정건모, 신석필, 홍종명, 전상수이다.